# Мунгер
Мунгер је град у Индији у држави Бихар. Према незваничним резултатима пописа 2011. у граду је живело 213.101 становника.

## Становништво
Према незваничним резултатима пописа, у граду је 2011. живело 213.101 становника.
| 1991.   | 2001.   | 2011.   |
| ------- | ------- | ------- |
| 150.112 | 188.050 | 213.101 |